# تمنك العليا (سبيدار)
تمنك العليا (بالفارسية: تمنک علیا) هي قرية تقع في إيران في قسم سبیدار الريفي. يقدر عدد سكانها بـ 30 نسمة بحسب إحصاء 2016.